# Basketball-Amerikameisterschaft 2009
Die Basketball-Amerikameisterschaft 2009 (offiziell: Campeonato FIBA Americas 2009 (englisch The FIBA Americas Championship 2009)) ist die 14. Auflage dieses Turniers und fand vom 26. August bis zum 6. September 2009 in der puerto-ricanischen Hauptstadt San Juan statt. Bei dem Turnier ging es neben der Kontinentalmeisterschaft für nationale Auswahlmannschaften der Herren des Kontinentalverbands FIBA Amerika gleichzeitig um die Qualifikation zur Basketball-Weltmeisterschaft 2010. Von den zehn teilnehmenden Mannschaften qualifizierten sich die vier Halbfinalisten direkt für die Weltmeisterschaften. Da Titelverteidiger Vereinigte Staaten als Olympiasieger bereits direkt für die Weltmeisterschaften qualifiziert waren, verzichtete man auf eine Teilnahme an den Kontinentalmeisterschaften. Die Spiele wurden ausschließlich im Coliseo Roberto Clemente ausgetragen.

## Teilnehmer
Regionale Qualifikation nach den Subzonen des Kontinentalverbands. Die mexikanische Nationalmannschaft rückte als fünftplatzierte Mannschaft der Centrobasket 2008 für die Vereinigten Staaten. Nach Verzicht der kubanischen Nationalmannschaft, dem Halbfinalisten der Centrobasket 2008, rückten die panamaische Nationalmannschaft als sechstplatzierte Mannschaft dieses Turniers nach.

### Nordamerika
- Kanada

### Zentralamerika und Karibik
- Puerto Rico (Gastgeber und Sieger Centrobasket 2008)
- Amerikanische Jungferninseln (Finalist Centrobasket 2008)
- Dominikanische Republik (Bronzemedaille Centrobasket 2008)
- Mexiko (Fünfter Centrobasket 2008 und Nachrücker für die  Vereinigten Staaten)
- Panama (Sechster Centrobasket 2008 und Nachrücker für  Kuba)[1]

### Südamerika
- Argentinien (Sieger Campeonato Sudamericano 2008)
- Uruguay (Finalist Campeonato Sudamericano 2008)
- Venezuela (Bronzemedaille Campeonato Sudamericano 2008)
- Brasilien (Halbfinalist Campeonato Sudamericano 2008)

## Modus
Beim Turnier wurde eine Vorrunde in zwei Gruppen zu je fünf Mannschaften als Rundenturnier ausgetragen. Die beiden am schlechtesten platzierten Mannschaften der Vorrunde schieden anschließend aus dem Turnier aus, während die anderen Mannschaften unter Mitnahme ihrer Vorrundenergebnisse eine Zwischenrunde als Fortführung des Rundenturniers gegen die besten vier Mannschaften der anderen Vorrundengruppe ausspielten. Die besten vier Mannschaften dieser Zwischenrunde waren qualifiziert für die Weltmeisterschaften und spielten in der Endrunde im K.-o.-System die Medaillen der Kontinentalmeisterschaften untereinander aus.

## Vorrunde
Die Spiele der Vorrunde fand zwischen dem 26. August und dem 30. August 2009 statt.

### Gruppe A
| Nation                          | Sp | S | N | P+  | P-  |
| ------------------------------- | -- | - | - | --- | --- |
| 1. Puerto Rico                  | 4  | 4 | 0 | 327 | 264 |
| 2. Uruguay                      | 4  | 3 | 1 | 267 | 251 |
| 3. Kanada                       | 4  | 2 | 2 | 321 | 268 |
| 4. Mexiko                       | 4  | 1 | 3 | 235 | 293 |
| 5. Amerikanische Jungferninseln | 4  | 0 | 4 | 266 | 340 |

### Gruppe B
| Nation                     | Sp | S | N | P+  | P-  |
| -------------------------- | -- | - | - | --- | --- |
| 1. Brasilien               | 4  | 4 | 0 | 328 | 266 |
| 2. Argentinien             | 4  | 2 | 2 | 305 | 303 |
| 3. Dominikanische Republik | 4  | 2 | 2 | 333 | 330 |
| 4. Panama                  | 4  | 1 | 3 | 286 | 335 |
| 5. Venezuela               | 4  | 1 | 3 | 296 | 314 |

## Zwischenrunde
Die Spiele der Zwischenrunde, die die vier Teilnehmer an den Weltmeisterschaften ermittelten, fand zwischen dem ersten und vierten September 2009 statt. Die mitgenommenen Ergebnisse der Vorrunde sind kursiv gekennzeichnet.
| Nation               | Sp | S | N | P+  | P-  |
| -------------------- | -- | - | - | --- | --- |
| 1. Brasilien         | 7  | 6 | 1 | 565 | 467 |
| 2. Puerto Rico       | 7  | 6 | 1 | 570 | 479 |
| 3. Argentinien       | 7  | 6 | 1 | 533 | 478 |
| 4. Kanada            | 7  | 3 | 4 | 521 | 477 |
| 5. Dominik. Republik | 7  | 3 | 4 | 573 | 569 |
| 6. Uruguay           | 7  | 2 | 5 | 458 | 507 |
| 7. Mexiko            | 7  | 1 | 6 | 428 | 552 |
| 8. Panama            | 7  | 1 | 6 | 472 | 591 |

## Medaillenrunde
|  | Halbfinale   | Halbfinale   | Halbfinale   |   |           | Finale           | Finale           | Finale           |
|  |              |              |              |   |           |                  |                  |                  |
|  | 5. September |              |              |   |           |                  |                  |                  |
|  | 1            | Brasilien    | 73           |   |           |                  |                  |                  |
|  | 4            | Kanada       | 65           |   |           | 6. September     | 6. September     | 6. September     |
|  |              |              |              | 1 | Brasilien | 61               |                  |                  |
|  | 5. September | 5. September | 5. September |   | 2         | Puerto Rico      | 60               |                  |
|  | 2            | Puerto Rico  | 85           |   |           |                  |                  |                  |
|  | 3            | Argentinien  | 80           |   |           | Spiel um Platz 3 | Spiel um Platz 3 | Spiel um Platz 3 |
|  |              |              |              |   |           | 3                | Argentinien      | 88               |
|  | 4            | Kanada       | 73           |   |           |                  |                  |                  |
|  |              |              |              |   |           | 6. September     |                  |                  |